# Ак-Терек (Чаткальский район)
Ак-Терек (кирг. Ак-Терек) — село в Чаткальском районе Джалал-Абадской области Кыргызстана. Входит в состав Терек-Сайского айылного аймака.

## География
Село расположено в западной части области, на берегах реки Касансай, на расстоянии приблизительно 32 километров (по прямой) к юго-юго-востоку от села Каныш-Кыя, административного центра района.

## История
Населённый пункт получил статус села 15 марта 2021 года.

## Население
Согласно оценочным данным Национального статистического комитета Кыргызской Республики, численность населения села на начало 2023 года составляла 1274 человека.